# Bengoetxea
Bengoetxea es una entidad de población española del municipio de Orozco, perteneciente a la provincia de Vizcaya, en la comunidad autónoma del País Vasco.

## Toponimia
El lugar puede aparecer referido con las grafías «Bengoetxea» y «Bengoechea».

## Historia
Hacia finales del siglo XIX, el lugar, ya por entonces perteneciente a Orozco, tenía contabilizada una población de alrededor de 32 habitantes. Aparece descrito en el segundo volumen del Diccionario geográfico, estadístico, histórico, biográfico, postal, municipal, marítimo y eclesiástico de España y sus posesiones de ultramar de Pablo Riera y Sans con las siguientes palabras:

BENGOECHEA.—B. agreg. al ayunt. de Orozco, cuya casa consistorial está en Zubiaur, otro de los b. que forman este ayunt., del cual dista 2'2 k. Cuenta sobre unos 32 hab. y 8 edif.—Org. civ. Corresponde á la prov. de Vizcaya, al 5.º dist. de su part. jud. para las elecciones de diputados provinciales y al dist. de Valmaseda para las de Córtes.—Org. mil. C. G. de las Provincias Vascongadas y C. M. de Vizcaya.—Org. ecle. Pertenece á la dióc. de Vitoria y arciprestazgo de Ceberio.—Org. jud. Forma parte del part. jud. de Bilbao y está bajo la jurisdiccion de la aud. territ. de Búrgos.—Org. econ. Para el pago de sus contr. depende, como su municipio, de la admon. econ. de Bilbao.—S. púb. Le sirve la corr. la A. de Bilbao á Castejon y la estacion y pt. de Areta á Orozco.—Ob. púb. y med. de com. Para sus com. se sirve de los mismos caminos de que dispone su municipalidad.—Art., of. ind. El corto número de sus vec. se emplea en las labores del campo. — Pob. Consta de los edif. en su lugar expresados y nada de particular ofrecen. — Sit. geog. y top. (Véase el artículo de su ayunt.).
(Riera y Sans, 1882, p. 603)

En 2022, la entidad singular de población tenía empadronados 97 habitantes y el núcleo de población, 44.